# Place de l'Horloge
La place Pierre-Vauboin populairement appelée place de l'Horloge ou rond-point de l'Horloge est une place-carrefour de Tassin-la-Demi-Lune connue pour son trafic routier important. À son centre se trouve une horloge monumentale, qui a été inaugurée par le maire de Lyon d'alors, Édouard Herriot, le 5 avril 1908.
Comme les maisons qui l'entouraient formaient une demi-lune, cette place aurait donné ce nom au quartier, qui a fusionné ensuite avec la commune de Tassin.
Cette place se trouvait à l'intersection des routes de Bordeaux (RN89) et de Paris (RN7). Sa forme en demi-lune était imposée pour des raisons militaires, la forme incurvée des bâtiments évitant les risques d'embuscade.

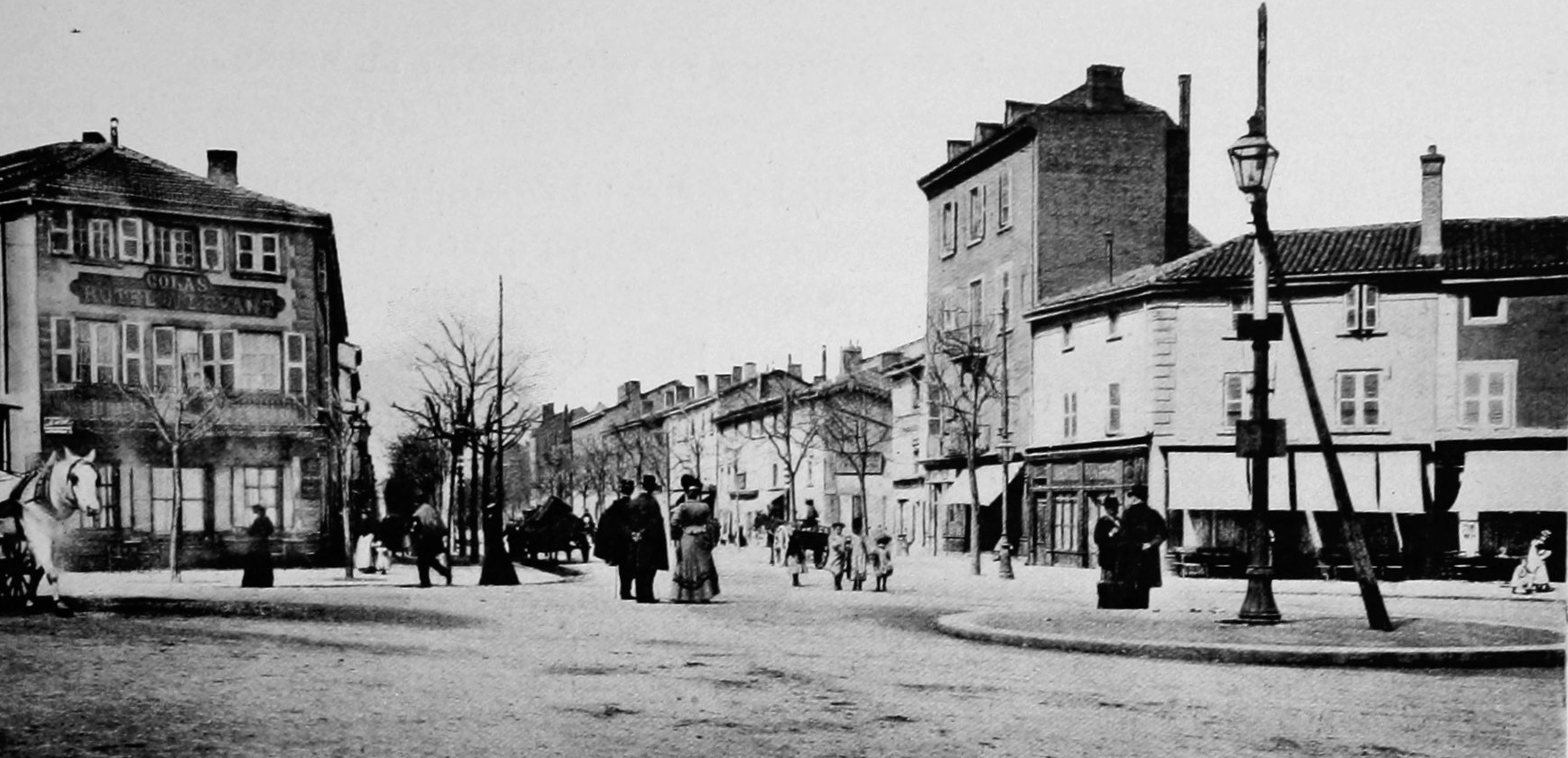
La place quelques années avant l'horloge.

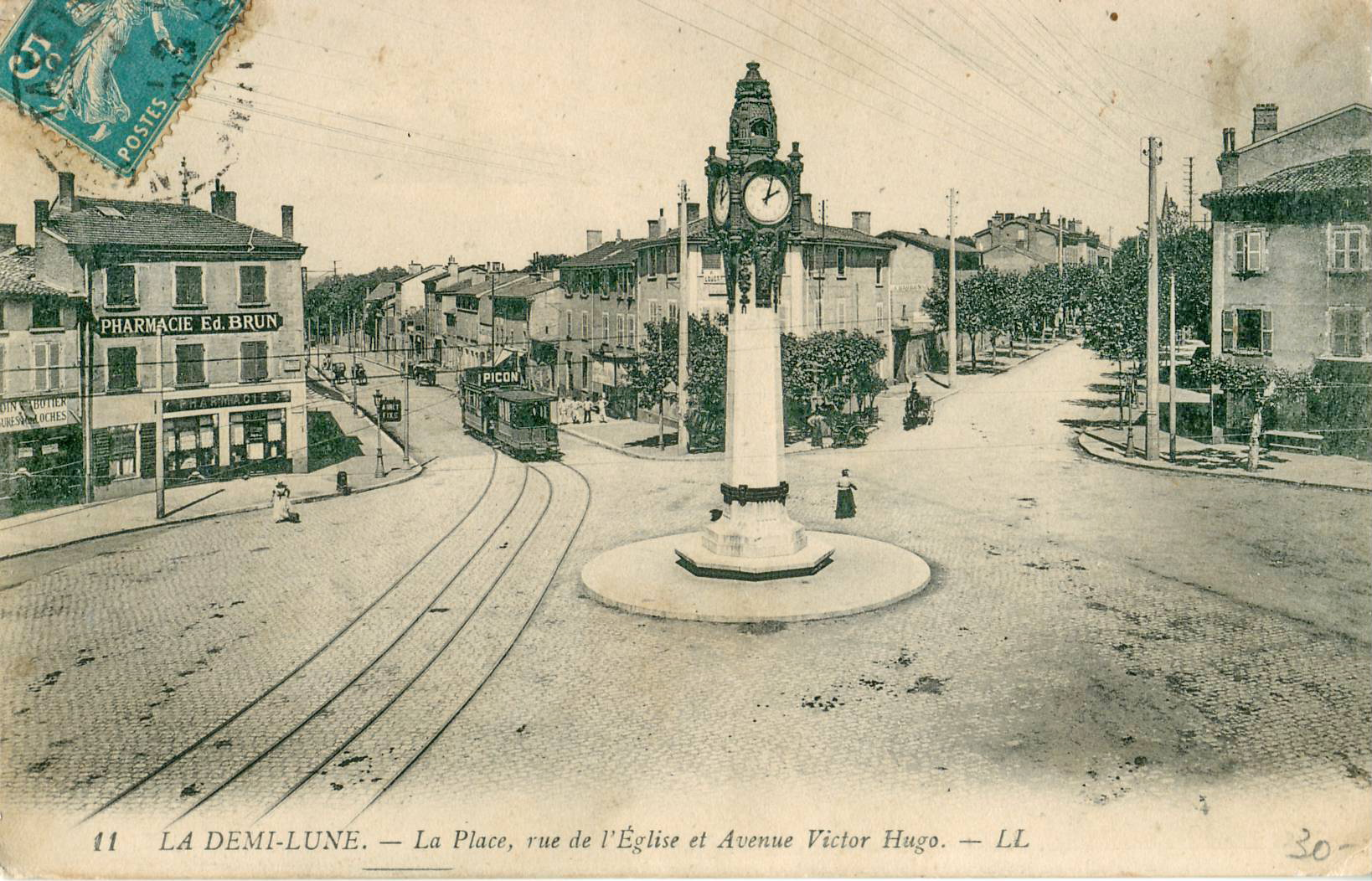
La place de la Demi-Lune, avec son horloge alors récemment érigée. On voit également l'emplacement de la station de la ligne 5 du tramway de la compagnie des omnibus et tramways de Lyon (OTL).